# Municipio de Amatitlán
El municipio de Amatitlán es un municipio mexicano de la región Papaloapan en el estado de Veracruz. Su cabecera es la localidad de Amatitlán.

## Toponimia
El significado de la palabra Amatitlán, deriva etimológicamente de la lengua náhuatl, es un topónimo aglutinado que se estructura en la forma Amatl amate y Titlan entre o rodeado. Amatl, pierde su terminación tl para unirse con la palabra titlan, por lo tanto, la palabra Amatitlán se traduce como: "entre amates o rodeado de amates".

## Geografía

### Localización
EL territorio municipal se encuentra ubicado entre los paralelos 18°22′ y 18°31′ de latitud norte y los meridianos 95°36′ y 95°46′ de longitud oeste.

### Límites
El municipio tiene sus límites de la siguiente manera: al norte con los municipios de  Acula y Tlacotalpan, al este con Tlacotalpan, Isla y José Azueta, al sur con José Azueta y Carlos A. Carrillo, al oeste con Carlos A. Carrillo, Ixmatlahuacan y Acula.

### Hidrografía
Se encuentra en la cuenca del río Papaloapan a su vez irrigado por el mismo río, en las llanuras del sotavento, en el territorio se encuentra el denominado lago Salado que a través del río Acula que a través de su transcurso desemboca en la laguna de Alvarado.

### Clima
El municipio cuenta con dos tipos de clima existentes en su territorio en su gran mayoría, en un 99.48%, es cálido subhúmedo con lluvias en verano de humedad media y el resto, totalmente minoritario es cálido subhúmedo con lluvias en verano de mayor humedad. Con una temperatura anual media de entre 24 y 26 °C con una precipitación de entre los 1200 y los 1500 mm.

## Historia
El territorio que ocupa el municipio de Amatitlán fue habitado por Olmecas y Totonacas. En el siglo XVI a la llegada de los españoles, el pueblo de Amatlán era cabecera de un importante señorío que pagaba tributos al imperio azteca. "Amatlán", es voz nahuatl que significa: "lugar de amates" o "lugar del papel".
Después de la conquista española el pueblo de Amatlán fue encomendado a Pedro Moreno.
En 1569, uno de los cuatro pueblos que existían sujetos a la cabecera desapareció al erigirse las congregaciones de Cosamaloapan.
En el año de 1600 dependían de Amatlán tres pueblos sujetos o barrios: San Juan Cuyuapa-Chichicapa, San Miguel Tulancingo y Santa María Cucuacan. La iglesia era de tres naves cubierta con paja de la región. La encomienda la había heredado Martin Mafra, por haberse casado con una hija de Pedro Moreno. El cura era Juan de Silva Gavilán. Este mismo año se inicia la congregación de los tres barrios en el pueblo de Amatlán, que era la cabecera.
A principios del siglo XVII el pueblo paso a manos de la corona.
En 1748, se construyó la actual iglesia del pueblo llamada "San Pedro".
En 1812, el pueblo junto con otros de la región fueron tomados por los insurgentes. En respuesta, el gobierno virreinal envió al teniente de fragata Juan Topete como comandante de las fuerzas realistas del sotavento asentadas en Tlacotalpan. Entre junio y agosto, Juan Topete recuperó todos los pueblos que estaban en manos de los insurgentes. Topete con ayuda de varios curas entre ellos el de Amatlán, logró que el caudillo insurgente José Ildefonso Gutiérrez y trescientos de sus hombres se entregaran voluntariamente, lo que les valió el indulto. Posteriormente Gutiérrez se integró a las fuerzas realistas y luchó contra otros insurgentes.
En 1831, se llamaba San Pedro Amatlán contaba con municipalidad. El pueblo colindaba al norte con el pueblo de Tlacotalpan, al oriente con la laguna de las Conchas, al sur con Cosamaloapan y al poniente con el pueblo de Acula. Producía maíz y algodón en poca cantidad, sus habitantes se ocupaban en hacer canastos y pescar en el río y lagunas cercans. La población estaba conformada por 661 personas (196 hombres, 232 mujeres y 233 niños). La iglesia era de madera y paja. Existía un alambique de "aguardiente del país". El único camino que tenía era uno que partóa de Tlacotalpan, cruzaba el pueblo y llegaba hasta Cosamaloapan.
Durante la Intervención Francesa, los pobladores de Amatlán tomaron parte en la lucha contra quienes trataban de apoderarse de esta zona. Los pobladores se organizaron en contingentes al mando de Manuel Ariza y el 18 de abril de 1866 triunfaron derrotando a 200 franceses, en la batalla de Los Bajos de Noroña, cerca de Cosamaloapan.
En 1831, el pueblo de San Pedro de Amatlán, formaba la municipalidad y limitaba con Acula, Tlacotalpan, Cosamaloapan, Ixmatlahuacan y la Laguna de Las Conchas.
Por decreto de 6 de enero de 1936, el pueblo de Amatlán recibió el título de Villa.
El 27 de octubre de 1938 por decreto, el municipio cambia de denominación debido a la existenci de otras localidades con el mismo nombre en el estado de Veracruz y a partir de entonces oficialmente se llama: Amatitlán.
En el año de 1947, se construyó la carretera federal a través de la Comisión del Papaloapan y con autorización del gobierno federal. El presidente municipal era José G. Zarrabal Reyes.

### Cronología de hechos históricos
- 1536 Fundación de Amatlán, hoy Amatitlán.
- 1748 Reconstrucción de la iglesia "San Pedro".
- 1866 Pobladores al mando de Manuel Ariza, derrotaron a los franceses.
- 1831 Recibe el nombre de San Pedro Amatlán.
- 1935 Se les otorga el título de Villa.
- 1938 La Villa recibe la denominación de Amatitlán.
- 2014 Ma. Antonia Sena Cárdenas, primera mujer en ocupar el cargo de Presidente Municipal.

### Personas destacadas
- Pedro Moreno, vecino de la ciudad de Puebla, primer encomendero de Amatlán (siglo XVI).
- Martín de Mafra Vargas, se casó con una hija de Pedro Moreno y a su muerte, recibió la encomienda de Amatlán (siglo XVI).[17]
- Francisco Hernández, personaje destacado porque describió los métodos para la fabricación del papel que se obtenía de la corteza del árbol de amate.
- Cayetano Zarrabal Gamboa, Manuel Zarrábal Silva y el Fraile Carlos Villareal. Colaboraron con el diezmo para reconstruir la iglesia del pueblo de Amatlán, a la que le dieron el nombre de "Iglesia de San Pedro".
- Narciso Flores Yépez, persona destacada por su dedicación a la elaboración de las famosas "mojigangas" que se utilizan en las fiesta titulares, tradición que data de hace más de 100 años, además de elaborar también abanicos y escobas de palma.
- Manuel Ariza, intervino en compañía de sus contingentes en la lucha contra parte del ejército francés que entró por el puerto de Alvarado, navegó río arriba llegando hasta esta zona con la intención de ponerla bajo su dominio. Los contingentes consumaron su triunfo el 18 de abril de 1866, dicha lucha armada es conocida como la batalla de "Los bajos de Noroña".

## Gastronomía
Amatitlán heredero de la tradición culinaria de la cuenca del Papaloapan, existen diferentes variedades de tamales, el tapixte, pescado frito, tostadas, empanadas, garnachas, mariscos, entre otros más.

## Gobierno y administración
El gobierno del municipio está a cargo de su Ayuntamiento, que es electo mediante voto universal, directo y secreto para un periodo de tres años que no son renovables para el periodo inmediato posterior pero sí de forma no continua. Está integrado por el presidente municipal, un síndico único y un regidor electo por mayoría relativa. Todos entran a ejercer su cargo el día 1 de enero del año siguiente a su elección.

### Subdivisión administrativa
Para su régimen interior, el municipio además de tener una cabecera y manzanas, se divide en rancherías y congregaciones, teniendo estas últimas como titulares a los subagentes y agentes municipales, que son electos mediante auscultación, consulta
ciudadana o voto secreto en procesos organizados por el Ayuntamiento. En el caso de Amatitlán, existen cinco congregaciones, las cuales son El corte, San José Papaloapan, Zopellican, Dos Bocas, Zacapezco, todas eligen a sus agentes municipales por medio del plebiscito.

### Representación legislativa
Para la elección de diputados locales al Congreso de Veracruz y de diputados federales al Congreso de la Unión, el municipio se encuentra integrado en el Distrito electoral local XXIII Cosamaloapan con cabecera en la ciudad de Cosamaloapan de Carpio y el Distrito electoral federal XIX San Andrés Tuxtla con cabecera en la ciudad de San Andrés Tuxtla.